# Center for Cryptologic History
Center for Cryptologic History (CCH), deutsch „Zentrum für kryptologische Geschichte“, ist eine amerikanische Spezialbibliothek und ein Forschungszentrum zum Thema Kryptologie und zur Geschichte der Kryptographie.
Ein besonderer Schwerpunkt ist die Kryptoanalyse in den beiden Weltkriegen (1914–1918 und 1939–1945) und im Kalten Krieg (1947–1989). Naturgemäß liegt der Fokus auf der amerikanischen Perspektive.

## Geschichte
Das CCH wurde am 17. November 1989 gegründet, also gut vier Jahre bevor das benachbarte National Cryptologic Museum (NCM) der Öffentlichkeit zugänglich gemacht wurde. Sowohl CCH als auch NCM sind Einrichtungen, die der Nationalen Sicherheitsbehörde der USA, der National Security Agency (NSA), angegliedert sind, und befinden sich wie sie in Fort Meade, einer Einrichtung der US-Streitkräfte im Bundesstaat Maryland.
Zweck des Zentrums ist es, authentische Informationen zu bewahren und die Geschichte der Kryptologie lebendig zu halten. Eine Reihe von zuvor als Verschlusssache oder sogar als Top Secret klassifizierten Dokumenten werden der Intelligence-Gemeinschaft zur Einsicht verfügbar gemacht. Auf diese Weise soll das Wissen und folglich die Entscheidungsfähigkeit heutiger Geheimdienstmitarbeiter verbessert werden. Ein Teil der Sammlungen ist öffentlich einsehbar.
Ergänzt wird das CCH durch die National Cryptologic School (NCS), die zur Aus- und Weiterbildung dient, sowie das Cryptologic History Symposium (CHS), ein Symposium zum Thema Kryptologiegeschichte, das in enger Zusammenarbeit mit der National Cryptologic Foundation (NCF) alle zwei Jahre von der NSA ausgerichtet wird.